# Amalrich von Bena

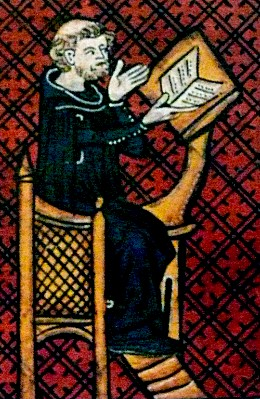
Amalrich von Bena an der Pariser Universität. Buchmalerei in einer Handschrift der Grandes Chroniques de France, London, British Library, Ms. Royal 16 G VI, fol. 368v (14. Jahrhundert)

Amalrich von Bena (lateinisch Amalricus de Bena, vulgärlateinisch Amauricus, französisch Amaury de Bène, auch Amalrich von Chartres; * wohl um 1140/1150 in Bène bei Chartres; † 1205 oder 1206 in Paris) war ein Gelehrter, der an der Universität von Paris Unterricht in den „sieben Freien Künsten“ erteilte. Er betätigte sich auch auf dem Gebiet der Theologie und trat mit einem unkonventionellen theologischen Konzept hervor. Seine Anhänger, die Amalrikaner, verbreiteten seine Lehren in den Jahren nach seinem Tod. Dies führte 1210 zu seiner postumen Verurteilung als Häretiker; die Amalrikaner wurden teils hingerichtet, teils zu lebenslanger Haft verurteilt.

## Leben
Wahrscheinlich erhielt Amalrich in Chartres seine erste Ausbildung. An der Pariser Universität erwarb er den Grad eines Magister artium und damit die Qualifikation, an der Fakultät der Freien Künste zu lehren. Außerdem studierte er auch Theologie und wurde zum Priester geweiht. König Philipp II. Augustus machte ihn anscheinend zum Erzieher seines 1187 geborenen ältesten Sohnes, des späteren Königs Ludwig VIII. Jedenfalls stand Amalrich zumindest zeitweilig dem Kronprinzen nahe. Als Lehrer wurde er an der Universität wegen seines Scharfsinns geschätzt, er scharte einen großen Schülerkreis um sich. Allerdings erregte er mit seinen kühnen theologischen Thesen und seinem Widerspruchsgeist bei seinen Kollegen Anstoß.
Der zeitgenössische Geschichtsschreiber Guillelmus Brito berichtet, das kirchliche Lehramt sei schon vor dem Tod des Magisters gegen seine Theologie eingeschritten. Die Glaubwürdigkeit dieser Nachricht ist allerdings umstritten. Ludwig Hödl meint, in Wirklichkeit sei Amalrich bis zu seinem Tod unbehelligt geblieben. Andere Forscher hingegen halten das überlieferte Lehrbeanstandungsverfahren für eine historische Tatsache. Guillelmus Brito behauptet, Amalrich sei mit seinen Thesen auf den Widerspruch aller anderen Theologen gestoßen. Da er nicht nachgegeben habe, sei der Fall Papst Innozenz III. vorgetragen worden. Amalrich sei nach Rom gereist, um seine Lehre dort zu verteidigen, doch habe der Papst sein Urteil gegen ihn gefällt. Nach seiner Rückkehr sei Amalrich von der Universität gezwungen worden, einen Widerruf zu leisten, doch habe er sich nur zum Schein von seinen Überzeugungen abgewandt. Die Niederlage habe ihn schwer getroffen, bald danach sei er tödlich erkrankt. Da Amalrich 1205 oder 1206 starb, dürfte der Konflikt, falls er tatsächlich stattfand, um 1204/1205 ausgebrochen sein.

## Lehre
Amalrich hat anscheinend keine Schriften hinterlassen; die Behauptung des spätmittelalterlichen Chronisten Martin von Troppau, er habe ein Buch geschrieben, beruht auf einer Verwechslung. Daher sind seine Lehren nur aus Angaben bekannt, die von seinen Gegnern stammen und nach seinem Tod gemacht wurden. Eine ausführliche Darstellung bietet die im Jahr 1210 entstandene, anonym überlieferte Streitschrift Contra Amaurianos („Gegen die Amalrikaner“). Ihr Autor ist sehr wahrscheinlich Garnier de Rochefort, der Abt des Zisterzienserklosters Clairvaux. Unklar ist allerdings, inwieweit die Thesen, welche die Amalrikaner nach dem Tod ihres Inspirators verbreiteten, seiner authentischen Doktrin entsprechen. Aus den Angaben der Quellen ist ersichtlich, dass seine Gedanken von den Amalrikanern weiterentwickelt wurden, doch die Einzelheiten sind unklar, denn seine eigenen Thesen sind gewöhnlich nicht eindeutig als solche gekennzeichnet und von später Hinzugekommenem abgegrenzt. Es gab Handbücher, in denen seine Lehre systematisch dargestellt wurde (summe de doctrina Amalrici), doch ist von dieser Literatur nichts erhalten geblieben, da sie der kirchlichen Zensur zum Opfer fiel.
Nach der amalrikanischen Theologie ergibt sich aus dem allgemein anerkannten Grundsatz der Allgegenwart Gottes, dass alles Seiende – insbesondere jeder einzelne Mensch – hinsichtlich seines Seins göttlich und von Gott nicht verschieden ist. Daraus wurde gefolgert, dass die kirchlichen Sakramente, insbesondere die Taufe und die Buße, nicht zur Erlangung des Heils benötigt würden. Ein Nichtchrist, der die Wahrheit erkannt habe, brauche nicht getauft zu werden. Wer im Besitz der Erkenntnis sei, dass alles Seiende als solches eine göttliche Einheit bilde, der könne auf die Hilfsmittel der Kirche verzichten, denn es komme nur auf diese Erkenntnis an. Da Gott alles in allem bewirke, verursache er sowohl das Gute als auch das Übel. Ihm seien somit alle Geschehnisse zuzurechnen. Daher gebe es für den, der dies begriffen habe, keine Sünde. Die Einsicht in diese Wahrheit sei die wirkliche Auferstehung; eine andere – die von der Kirche verheißene künftige Auferstehung der Toten – sei nicht zu erwarten, und Christus sei nicht leiblich auferstanden. Wer die Wahrheit erkannt habe, lebe bereits im Paradies, und die Hölle sei nichts anderes als Unwissenheit. Glaube und Hoffnung – nach der kirchlichen Lehre zwei Haupttugenden des Christen – seien überflüssig, nur das Wissen zähle.
Die amalrikanische Lehre stimmt teils mit Ideen des frühmittelalterlichen Denkers Johannes Scottus Eriugena überein, doch ist unklar, inwieweit ein historischer Traditionszusammenhang anzunehmen ist. Einzelne Thesen Eriugenas waren schon zu seinen Lebzeiten im 9. Jahrhundert kirchlich verurteilt worden. Manche seiner Äußerungen sind so formuliert, dass sie in einem pantheistischen Sinn gedeutet werden können oder dass pantheistische Konsequenzen aus ihnen abgeleitet werden können. Den Amalrikanern wurde zur Last gelegt, den Weg zu einer pantheistischen Gleichsetzung von Gott und Welt beschritten zu haben, der aus der Sicht des kirchlichen Lehramts in einen Irrglauben führte.
In der Moderne wird die amalrikanische Weltanschauung gewöhnlich als Pantheismus bezeichnet. In Nachschlagewerken wird Amalrich als konsequenter Pantheist beschrieben. Diese Einschätzung stimmt mit derjenigen seiner mittelalterlichen Gegner überein. Dagegen wendet sich jedoch der Philosoph und Philosophiehistoriker Karl Albert. Er sieht darin eine unzulässige Vereinfachung. Albert meint, Amalrich und seine Schüler hätten nicht eine absolute Identität des einzelnen Seienden mit Gott angenommen. Vielmehr hätten sie nur die Einheit des Seienden und die Immanenz Gottes betont. Dies sei nach der mittelalterlichen katholischen Lehre nicht notwendigerweise häretisch, denn solche Vorstellungen seien auch von einer Strömung innerhalb der kirchlich akzeptierten Theologie vertreten worden. Amalrich habe den Unterschied zwischen dem Seienden als solchem (Gott) und den Einzeldingen nicht bestritten. Daher sei sein Weltbild nur mit Vorbehalt als pantheistisch zu bezeichnen; es handle sich nicht um einen „unmittelbaren“, sondern nur um einen mittelbaren Pantheismus.

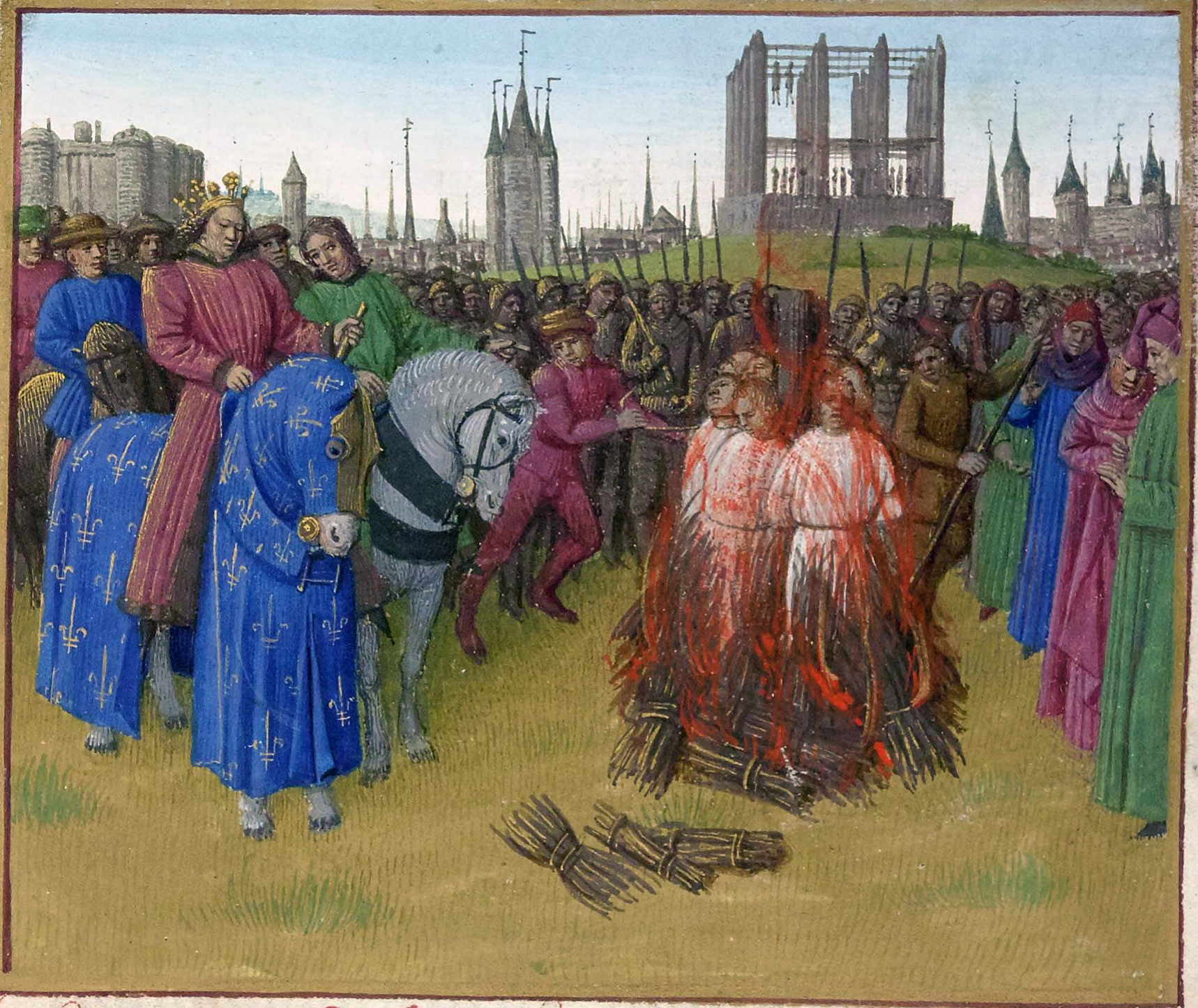
Die Hinrichtung der Amalrikaner. Buchmalerei von Jean Fouquet in einer Handschrift der Grandes Chroniques de France, Paris, Bibliothèque Nationale, Ms. fr. 6465, fol. 236 (um 1455/1460)

## Rezeption
Im Jahr 1210 wurde eine Gruppe, die sich zu Amalrichs Lehren bekannte, als Sekte von Häretikern denunziert. Diese „Irrgläubigen“, die man als Amalrikaner (vulgärlateinisch Amauriani) bezeichnete, wurden von Klerikern aus Amalrichs Umkreis angeführt; ihre Theologie fand in der Bevölkerung einigen Anklang und breitete sich in mehreren Bistümern aus. Ob schon Amalrich selbst seine Anhänger zu einer solchen Gruppe formiert hat, ist unbekannt. Ihre theologischen Thesen wurden 1210 in Paris auf einer Provinzialsynode unter dem Vorsitz des Erzbischofs von Sens als Irrlehre verdammt. Die führenden Amalrikaner wurden auf dem Scheiterhaufen hingerichtet oder zu lebenslanger Haft verurteilt. Amalrich wurde postum zum Häretiker erklärt. Seine Gebeine wurden auf dem Friedhof ausgegraben und in ungeweihter Erde verscharrt. Das Vierte Laterankonzil verurteilte 1215 seine Lehre als „höchst pervers“. In den 1215 erlassenen Statuten der Fakultät der Freien Künste an der Pariser Universität wurde die Verwendung amalrikanischer Schriften verboten.
Im 15. Jahrhundert billigte Nikolaus von Kues in seiner Schrift Apologia doctae ignorantiae (1449) die Verurteilung von Amalrichs Thesen. Er meinte, es handle sich um Irrtümer, die durch ein falsches Verständnis an sich richtiger Lehren, deren wirklicher Sinn einfachen Gemütern unzugänglich sei, entstanden seien.